# Ammomane isabelline
Ammomanes deserti
Espèce
Répartition géographique
Statut de conservation UICN

 LC  : Préoccupation mineure
L'Ammomane isabelline (Ammomanes deserti) est une espèce de passereaux appartenant à la famille des Alaudidae.

## Description

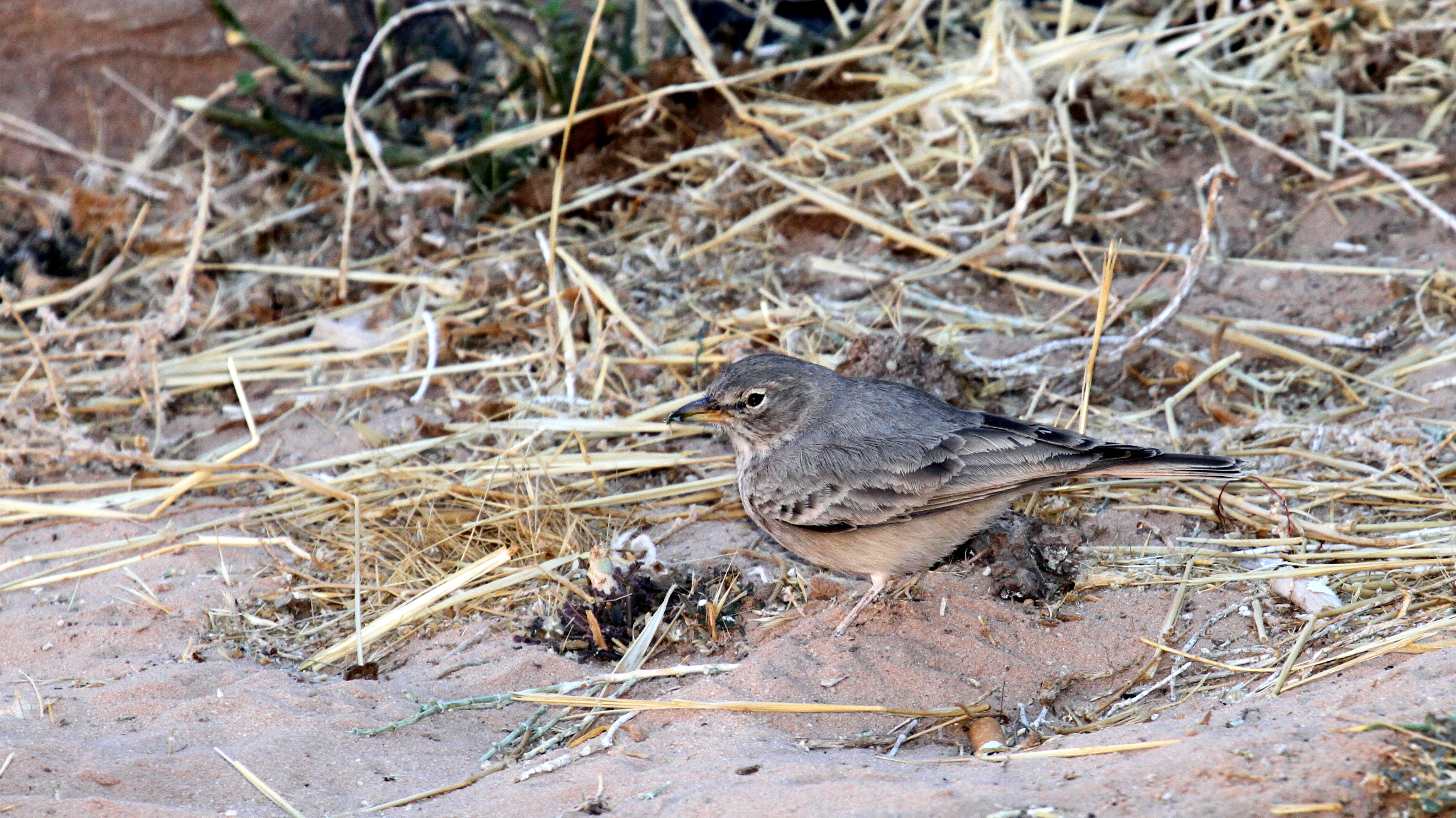
La sous-espèce nominale en Égypte.

Cet oiseau présente un plumage très clair (à l'origine de son nom), mais peut varier selon les sous-espèces.

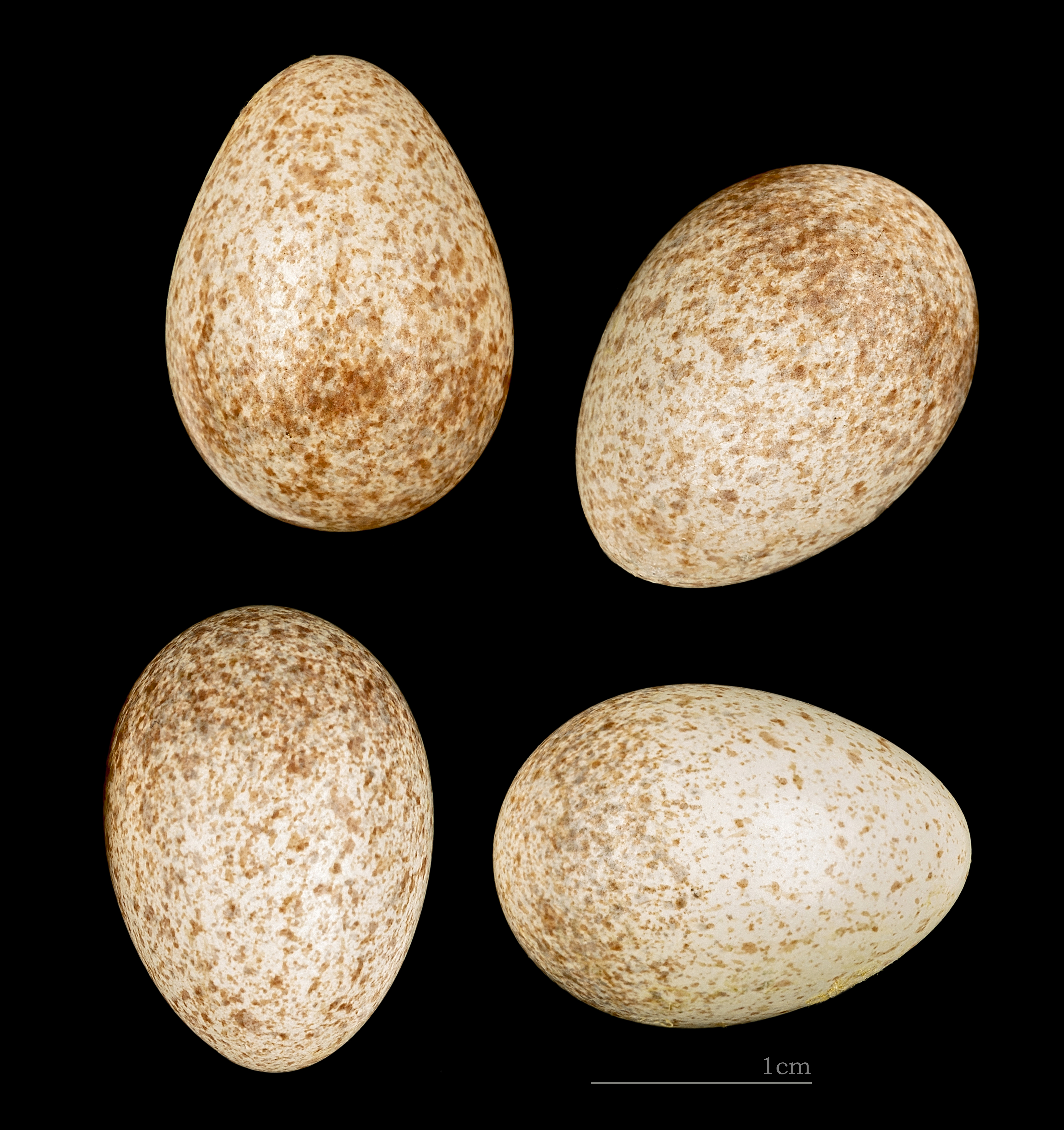
Œufs de Ammomanes deserti algeriensis Muséum de Toulouse

## Répartition et sous-espèces
Selon la classification de référence du Congrès ornithologique international (15.1, 2025) elle décline en 22 sous-espèces (ordre phylogénique) :
- A. d. payni Hartert, 1924 — sud du Maroc et sud-ouest de l'Algérie ;
- A. d. algeriensis Sharpe, 1890 — nord de l'Algérie, Tunisie, nord-ouest de la Libye et du Tchad ;
- A. d. whitakeri Hartert, 1911 — sud-est de l'Algérie et sud-ouest de la Libye ;
- A. d. mya Hartert, 1912 — centre de l'Algérie ;
- A. d. geyri Hartert, 1924 — de la Mauritanie et sud de l'Algérie et nord-ouest du Niger ;
- A. d. kollmannspergeri Niethammer, 1955 — nord-est du Tchad et ouest du Soudan ;
- A. d. deserti (Lichtenstein, 1823 — est de l'Égypte et nord du Soudan ;
- A. d. erythrochroa Reichenow, 1904 — de l'ouest du Tchad au centre du Soudan ;
- A. d. isabellina (Temminck, 1823 — du nord de l'Égypte au sud de la Turquie, Syrie, centre de l'Arabie et Iraq ;
- A. d. samharensis Shelley, 1902 — nord-est du Soudan, Érythrée et su de l'Arabie ;
- A. d. taimuri Meyer de Schauensee & Ripley, 1953 — nord de l'Oman et EAU ;
- A. d. assabensis Salvadori, 1902 — sud de l'Érythrée, Éthiopie et nord de la Somalie ;
- A. d. akeleyi Elliot, 1897 — nord de la Somalie ;
- A. d. azizi Ticehurst & Cheesman, 1924 — centre-est de l'Arabie ;
- A. d. saturata Ogilvie-Grant, 1900 — sud de l'Arabie ;
- A. d. insularis Ripley, 1951 — Bahrein ;
- A. d. annae Meinertzhagen, 1923 — Jordanie et sud de la Syrie ;
- A. d. cheesmani Meinertzhagen, 1923 — est de l'Iraq et ouest de l'Iran ;
- A. d. parvirostris Hartert, 1890 — nord-est de l'Iran et ouest du Turkmenistan ;
- A. d. orientalis Zarudny & Loudon, 1904 — nord-est de l'Iran, nord de l'Afghanistan, sud du Turkmenistan, de l'Ouzbékistan et du Tadjikistan ;
- A. d. iranica Zarudny, 1911 — de l'Iran au sud de l'Afghanistan et ouest du Pakistan ;
- A. d. phoenicuroides (Blyth, 1853 — sud-est de l'Afghanistan, est du Pakistan et nord-ouest de l'Inde.

## Systématique
L'espèce Ammomanes deserti a été décrite par l'ornithologue allemand Martin Heinrich Carl Lichtenstein en 1823.